# Сендай (аеропорт)
Аеропорт Сендай (яп. 仙台空港, せんだいくうこう, сендай куко; англ. Sendai Airport) — державний вузловий міжнародний аеропорт в Японії, розташований в місті Сендай префектури Міяґі. Розпочав роботу з 1964 року. Спеціалізується на внутрішніх та міжнародних авіаперевезеннях. 11 березня 2011 року зазнав руйнувань цунамі під час землетрусу Санріку.